# ليلى حسين
ليلى حسين (الصومالي: ليلى كسوزين) هي طبيبة نفسية صومالية وناشطة اجتماعية. هي مؤسِّسة مشروع داليا ، أحد المؤسسين لمنظمة غير ربحية لبنات حوء والرئيس التنفيذي لهوا هافن.

## الحياة الشخصية
```
ولدت ليلى حسين في 1980 في 
الصومال
.
[
3
]
[
4
]
 كان والداها من المهنيين المتعلمين، وجاءت من عائلة متميزة.
[
4
]
```

هاجرت ليلى حسين في وقت لاحق إلى المملكة المتحدة. حصلت على دبلوم الدراسات العليا في مجال التعليم بعد المرحلة الثانوية في مجال المشورة العلاجية من جامعة تيمز فالي.
هي أم لأبنة واحده.

## السيرة المهنية
تمتلك ليلى حسين أكثر من عشر سنوات من الخبرة في العمل في مجال الصحة الإنجابية، مع خلفية كعاملة في مجال التوعية الشبابية. عملت حسين في عيادة النساء الأفريقيات في غابة والتهام حيث عملت عن كثب مع الناجيات من تشويه الأعضاء التناسلية الأنثوية من المملكة المتحدة. عملت ليلى في مشروع ناز في لندن كمستشارة للصحة الجنسية تعمل مع الصوماليين المتضررين من فيروس نقص المناعة البشرية والإيدز. في عام 2010، قامت مع نيمكو علي وسيناب عبدي بتأسيس بنات حواء. تأسست المنظمة غير الربحية لمساعدة الفتيات والنساء الشابات، مع التركيز على توفير التعليم ورفع الوعي حول تشويه الأعضاء التناسلية الأنثوية. ليلى حسين نفسها هي أحد الناجيات من تشويه الأعضاء التناسلية الأنثوية. بعد حملها، أرادت ضمان السلامة الجسدية لابنتها والتي ألهمتها لبدء الحملة لإحداث تغيير في كيفية حماية الفتيات على مستوى العالم من جميع أشكال الضرر.
بالإضافة إلى ذلك، فإن ليلى حسين هي الرئيس التنفيذي لهوا هافن، وهو تحالف من نشطاء النساء الصوماليات ونشطاء المجتمع المحلي الذي يهدف إلى رفع مستوى الوعي حول العنف القائم على النوع الاجتماعي. كما أنها تدير مشروع داليا للعلاج، الذي تم تأسيسه بالشراكة مع مشروع مانور جاردن هيلث أدفوسيكي حيث تعمل كمستشار تدريب مستقل، بالإضافة إلى ميسّر اجتماعي.
ليلى هي السفيرة العالمية لجيل الفتيات ، وهو برنامج تواصل للتغيير الاجتماعي يهدف إلى القضاء على تشويه الأعضاء التناسلية الأنثوية في جيل واحد، وتعمل حاليًا في 10 بلدان أفريقية.
كمحترفة في مجال الصحة، تعمل ليلى حسين عن كثب مع شرطة العاصمة عبر مشروع أزور. كانت سابقاً مستشارة في حملة نهاية ختان الإناث في أوروبا بدعم من منظمة العفو الدولية، وتحدثت بهذه الصفة أمام المجالس التشريعية في قبرص وفيينا ولندن. بالإضافة إلى ذلك، جلست ليلى حسين في مجلس أمناء المجموعة الاستشارية الخاصة بمبادرة ختان الإناث  والمجموعة الاستشارية لمؤسسة زهرة الصحراء، وهي مؤسسة خيرية بتمويل من واريس ديري ، ومفتشية صاحبة الجلالة من المجموعة الاستشارية لشؤون العنف ضد النساء والفتيات (VAWG) • هيئة التدقيق والمشاركة من قبل نيابة التاج. كما اعتادت الجلوس في مجلس أمناء مشروع ناز في لندن.

## المحاضرات والمحادثات
إلى جانب عملها العلاجي والاستشاري، دعت حسين للتحدث في أمور تتعلق بالفتيات والنساء وحقوق الإنسان على مختلف المنصات بما في ذلك تديكس، منتدى حرية أوسلو ، مهرجان نساء العالم، مهرجان فيوز، مهرجان أكي، الحدث المصمم مباشر وأكثر من ذلك.
وقد تحدثت في العديد من البرامج الإذاعية والتلفزيونية بما في ذلك راديو وورلد سيرفيس، بي بي سي وورلد، وقل كلمتك، وساعة المرأة، والتلفزيون العالمي، وتلفزيون بي بي سي، وتلفزيون الجزيرة، والقناة الخامسة، سي إن إن، إيه بي سي. وهي تبدأ في الوقت الراهن على البودكاست المذنبون من النسويات ، وقد أجرت حديثًا مع جاي نوردلينجر.
في عام 2013، قدمت ليلى فيلم The Cruel Cut، وهو فيلم وثائقي بعد عملها على إنهاء ختان الإناث في المملكة المتحدة وتم بثه على القناة الرابعة. وأصبح فورًا فيلمًا وثائقيًا رائدًا ساعد في تغيير السياسات البريطانية والقانون حول كيفية معالجة تشويه الأعضاء التناسلية الأنثوية. تم ترشيح الفيلم الوثائقي وليلى لبيفتا في عام 2014.
وقد دعيت ليلى للتحدث في العديد من الجامعات على مدى السنوات الماضية بما في ذلك كامبريدج وأكسفورد وجامعة كاليفورنيا وجامعة غرب لندن وكولومبيا وبانارد وجورج تاون وهارفرد وجامعة بنسلفانيا.

## الجوائز
وقد حصلت ليلى حسين على عدد من الجوائز عن عملها. ومن بين هذه الجوائز جائزة حواجز كسر معاهدة التعاون بشأن البراءات لعام 2008، وجائزة العام 2010 للنساء المتميزات في العالم، وجائزة إيما همفري لعام 2011، و جائزة لين جروفز الخاصة، و جائزة الشرف الحقيقية لعام 2012 من قبل الإيرانيين والكرديين. منظمة حق المرأة، BBC 100 Women of 2013، جائزة السفير للسلام من قبل الاتحاد الدولي للسلام بين الأديان والدولية ، قائمة ديبيتس 500 منذ عام 2014.
بالإضافة إلى ذلك، حصلت ليلى حسين وعلي على جائزة المجتمع الخيرية في جوائز المجلة الحمراء لعام 2014 عن أعمالهم مع بنات حواء. كما احتلت المركز السادس في قائمة باور أور أور لسنة 2014.

## روابط خارجية
- ليلى حسين على موقع IMDb (الإنجليزية)
- ليلى حسين على موقع ميوزك برينز (الإنجليزية)